# Zdenko Frťala
Zdenko Frťala (* 9. srpna 1970) je bývalý slovenský fotbalový obránce či záložník a současný fotbalový trenér, aktuálně působí jako hlavní trenér v klubu FK Teplice.

## Fotbalová kariéra
Začínal v Hlohovci, hrál za Spartak Trnava a FK Teplice. V lize nastoupil ke 192 utkáním a dal 3 góly. V Lize mistrů nastoupil ve 2 utkáních, v Poháru UEFA hrál ve 4 utkáních. V juniorské reprezentaci nastoupil ve 2 utkáních, v dorosteneckých reprezentací hrál ve 14 utkáních.

## Ligová bilance
| Ročník                                   | Zápasy | Góly | Klub           |
| ---------------------------------------- | ------ | ---- | -------------- |
| 1. československá fotbalová liga 1987/88 | 1      | 0    | Spartak Trnava |
| 1. československá fotbalová liga 1991/92 | 22     | 0    | Spartak Trnava |
| 1. československá fotbalová liga 1992/93 | 21     | 1    | Spartak Trnava |
| Corgoň liga 1993/94                      | 5      | 1    | Spartak Trnava |
| 1. česká fotbalová liga 1996/97          | 22     | 0    | FK Teplice     |
| Gambrinus liga 1997/98                   | 23     | 1    | FK Teplice     |
| Gambrinus liga 1998/99                   | 26     | 0    | FK Teplice     |
| Gambrinus liga 1999/00                   | 24     | 0    | FK Teplice     |
| Gambrinus liga 2000/01                   | 17     | 0    | FK Teplice     |
| Gambrinus liga 2001/02                   | 29     | 0    | FK Teplice     |
| Gambrinus liga 2002/03                   | 2      | 0    | FK Teplice     |
| CELKEM                                   | 192    | 3    |                |

## Trenérská kariéra
Byl asistentem Michala Bílka a Jiřího Plíška v Teplicích, Ružomberku a ve Spartě Praha. Jako hlavní trenér vedl ve druhé české lize FC Zenit Čáslav a FK Varnsdorf. Tým Varnsdorfu dovedl v sezóně 2014/15 ke druhému místu v české druhé lize a tím pádem k postupu do 1. české ligy, vedení klubu však přihlášku do nejvyšší ligy nepodalo.
V létě 2015 se stal hlavním trenérem slovenského klubu FO ŽP ŠPORT Podbrezová, ale již po 9 ligových kolech v září 2015 u týmu skončil. Za tu dobu získal s týmem 5 bodů.
Na konci listopadu 2015 se vrátil do Varnsdorfu, kde ovšem vydržel jen dva dny a poté se stěhoval do FK Jablonec, kde nahradil odvolaného Jaroslava Šilhavého. V říjnu 2016 v Jablonci skončil, a po roce se v prosinci 2016 již potřetí vrátil do Varnsdorfu, ale zatím se mu nepodařilo navázat na minulé úspěchy. V roce 2018 se stal hlavním trenérem FC Hradec Králové. S ním v sezóně 2020/21 vyhrál druhou ligu a postoupil do první ligy. Po sezóně ale u týmu z rodinných důvodu skončil.

##### Trenérské působení v FK Teplice
Po konci v Hradci Králové se Zdenko Frťala v létě 2021 vrátil do svého bývalého hráčského působiště. Frťala rozhodnutí odůvodňoval tím, že chtěl po delší době mít možnost být doma s rodinou .
V březnu 2023 se posunul na pozici hlavního trenéra. Stalo se tak po odvolání kouče Jiřího Jarošíka, mužstvo se tou dobou nacházelo ve svízelné situaci a bojovalo o záchranu. Nový realizační tým doplnili Jan Rezek, Ondřej Prášil, Přemysl Lipš a Václav Polák . Trenérský štáb dokázal teplický A-tým postupně pozvednout, což v závěru sezóny vyústilo v sérii hned pěti zápasů bez porážky. Ve třetím kole skupiny o záchranu Teplice padly v Ostravě s Baníkem, díky nahraným bodů a souhře dalších výsledků si i tak předčasně zajistily udržení v nejvyšší soutěži.
Do sezóny 2023/2024 již vstupoval Zdenko Frťala na trenérském postu od samého začátku a měl tak výhodu kompletní letní přípravy. Tým se tentokrát vyhnul dnu tabulky. Po podzimu přezimoval na 10. místě, zatímco obdržel pouze 20 branek, čímž se obrana řadila mezi ty nejlepší v soutěži. Jarní část soutěže Teplice zakončily postupem do „skupiny o Evropu“. V té v semifinále dvakrát porazily Slovan Liberec s celkovým skóre 4:1. Žlutomodré fotbalisty zastavil v dalším kole Hradec Králové a ukončil tak jejich sezónu.